# Podalonia nigriventris
Podalonia nigriventris är en biart som först beskrevs av Gussakovskij 1934.  Podalonia nigriventris ingår i släktet Podalonia och familjen grävsteklar. Inga underarter finns listade i Catalogue of Life.